# Isidoro San José Pozo
Isidoro San José Pozo (Madrid, 27 d'octubre de 1955) és un exfutbolista espanyol. Principalment jugava de lateral dret, però també podia jugar en l'altre flanc, i fins i tot com a migcampista defensiu. Va ser internacional amb la selecció espanyola.

## Trajectòria

### Clubs
| Club          | Any       |
| ------------- | --------- |
| Castella CF   | 1968-1976 |
| Reial Madrid  | 1976-1986 |
| Real Mallorca | 1986-1987 |
| Daimiel R.C.  | 1987-1988 |

## Internacional
San José és internacional en totes les categories: juvenils, olímpica, Sub-21 i selecció absoluta. En cada categoria juga la competició més important: Campionat d'Europa juvenil, Jocs Olímpics de Mont-real 1976 i Mundial de futbol d'Argentina 1978 jugant els tres partits en una eventual eliminació en fase de grups (una victòria, una derrota i un empat). En categoria absoluta és 13 vegades internacional.